# خسرو (پادشاه الیمائی)

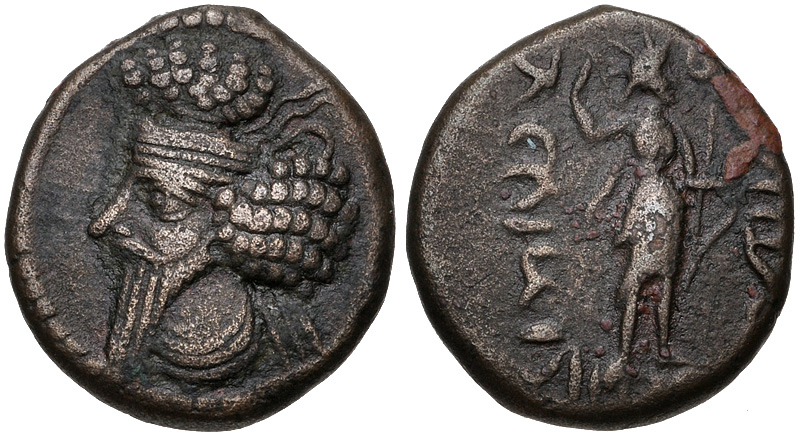
سکه خسرو

خسروی الیمائی فرمانروای الیمائی در ربع یکم قرن دوم میلادی بود. ممکن است این فرد همان خسرو یکم فرمانروای اشکانی (حک. ۱۰۹ میلادی – ۱۲۹ میلادی) بوده باشد یا یک حاکم الیمائی که سکه‌هایش به سکه‌های خسرو اشکانی بشدت شبیه بوده‌است، بر روی این موضوع هنوز قطعیتی وجود ندارد. 